# Ігрова кампанія
Ігрова кампанія — безперервна сюжетна лінія в грі. У рольових іграх це набір пригод:30. У відеоіграх це може бути пов’язана серія квестів, призначених для того, щоб розповісти завершену історію.
Термін «кампанія» походить з настільних рольових ігор, де був запозичений із ворґейму, який, своєю чергою, використовував термін у його воєнному значенні – низка бойових операцій, у ході якої досягається проміжна мета.

## У рольових іграх
Кампанія у настільній рольовій грі описується такими факторами:
- Правила – яка ігрова система лежить в основі гри? Що ведучий змінив у правилах? Як ведучий трактує правила?
- Сетинг – де відбуваються пригоди? Що робить цей світ або це місце особливим?
- Реалізм – чи намагається гра бути подібною до реальності?
- Гумор – чи гра буде комічною, або серйозною та похмурою?
- Сюжет – чи гравці беруть участь у важливих подіях? Не всі кампанії мають подібні сюжетні лінії, але більшість має щонайменше персонажів, що повторно з'являються[3]. Різні акценти на цих факторах задає тон кампанії. Кампанія, її персонажі, сетинг, історія створюються спільно гравцями та ігровим майстром[4].

Сукупність цих факторів утворює стиль кампанії, який задає певні очікування в учасників. Наприклад, гравці кампанії в детективному стилі будуть очікувати від гри багато розслідувань таємниць і мало бойових зіткнень; натомість гравці кампанії в стилі «данжен-кровл» очікуватимуть величезних підземель, що повняться скарбами, пастками та чудовиськами.

## У відеоіграх
Кампанії з глибокими сюжетами зазвичай трапляються в однокористувацьких іграх. Ігри з кооперативним мультиплеєром теж можуть мати кампанії, де гравці допомагають одне одному в серії випробувань чи цілей. Спільне просування у таких задачах складається у повноцінну історію.  Кампанії у відеоіграх часто включають катсцени, що допомагають переповісти історію, та розбивають гру на інтерактивні та не інтерактивні частини. В іграх з відкритим світом, кампанії зазвичай складаються з серій пов'язаних квестів, що вимагають від гравців подорожувати до певних локацій задля просування по сюжету. Гравці за бажанням можуть в таких випадках ігнорувати основний сюжет.  В цьому сенсі, кампанії — основний сюжет гри, на відміну від сторонніх квестів. Ігри, що примушують гравців до лінійного проходження гри, порівнюють з рейками.

## Інші назви
Деякі ігри навмисно називають кампанії інакше. Наприклад, в іграх від White Wolf, World of Darkness та Exalted, кампанії звуться «хроніками». The Lego Group у відеоіграх Lego називає кампанії просто «історіями»[джерело?].